# Hypoxie-induzierbare Faktoren

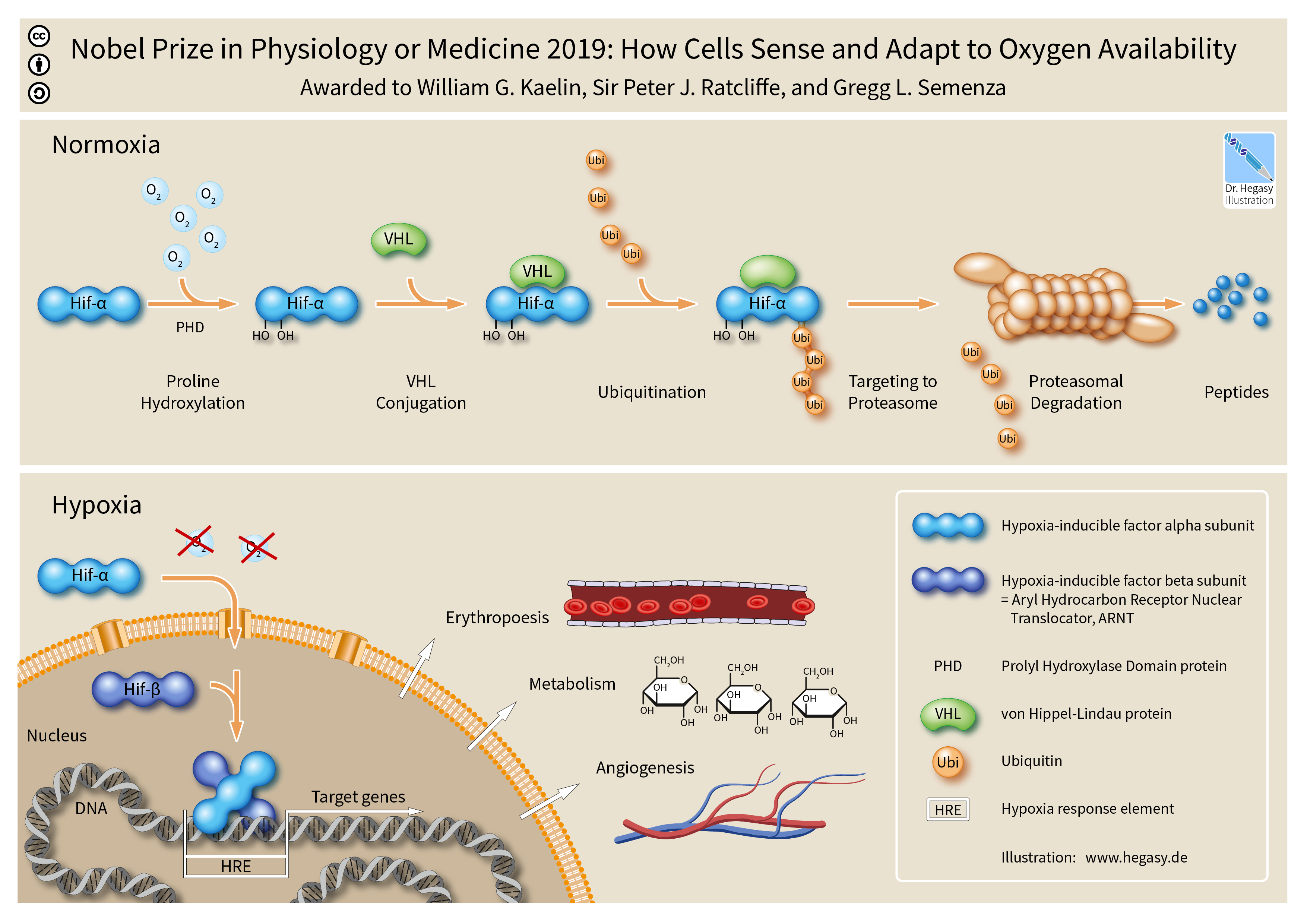
Reaktion auf Hypoxie

Hypoxie-induzierbare Faktoren (engl. Hypoxia-inducible Factors, HIF) sind eine Familie von Proteinen und Transkriptionsfaktoren, die durch Sauerstoffmangel (Hypoxie) aktiviert werden und verschiedene Gene als Antwort auf die Hypoxie induzieren. Sie sind zentral an der Homöostase von Sauerstoff in einer Zelle beteiligt. Für die „Entdeckungen, wie Zellen Sauerstoffverfügbarkeit messen und sich daran anpassen“ wurden im Jahr 2019 William G. Kaelin Jr., Sir Peter J. Ratcliffe und Gregg L. Semenza der Nobelpreis für Physiologie oder Medizin verliehen. In der deutschsprachigen Literatur wird auch der Begriff Hypoxie-induzierter Faktor für Mitglieder der HIF-Proteinfamilie verwendet. 

## Eigenschaften
Hypoxie-induzierbare Faktoren sind heterodimere Proteine und bestehen dementsprechend aus einer α- und einer β-Untereinheit. HIF-1 gehört zur PER-ARNT-SIM (PAS) Unterfamilie der basic helix-loop-helix (bHLH) Familie der Transkriptionsfaktoren. Die α- und die β-Untereinheit ähneln sich in ihrer Struktur und besitzen jeweils drei Bereiche:
- N-Terminus – enthält eine bHLH-Proteindomäne zur DNA-Bindung
- Zentrale Region – Per-ARNT-Sim (PAS) Proteindomäne zur Heterodimerisierung
- C-Terminus – bindet Transkriptioncoregulatoren

Die β-Untereinheit ist ein konstant gebildetes (konstitutiv exprimiertes) Protein und ein Aryl-Hydrocarbon-Rezeptor (ARNT).
HIF können neben Hypoxie auch durch Cobaltchlorid und Desferrioxamin induziert werden.

## Funktion
HIF spielt eine zentrale Rolle bei der Regulation des menschlichen Stoffwechsels. Die HIF-Signalkaskade kompensiert die Auswirkungen von Hypoxie auf die Zelle. Hypoxie hält Zellen oft von der Differenzierung ab. Hypoxie fördert jedoch die Bildung von Blutgefäßen und ist wichtig für die Bildung eines Gefäßsystems in Embryonen und Tumoren. Die Hypoxie in Wunden fördert auch die Migration von Keratinozyten und die Wiederherstellung des Epithels. Generell sind HIF lebenswichtig für die Entwicklung. Bei Säugetieren führt die Deletion der HIF-1-Gene zum perinatalen Tod. Es wurde gezeigt, dass HIF-1 für das Überleben von Chondrozyten lebenswichtig ist und es den Zellen ermöglicht, sich an sauerstoffarme Bedingungen in den Wachstumsplatten der Knochen anzupassen.
Infolge einer Aktivierung von HIF-1α werden verschiedene Gene induziert, darunter VEGF, Erythropoietin und iNOS. Die Expression von HIF1α in hämatopoetischen Stammzellen erklärt die Quieszenz von Stammzellen, die ihren Stoffwechsel auf einer niedrigen Rate halten, um über lange Zeiträume im Lebenszyklus eines Organismus erhalten zu bleiben.

## Anwendung
HIF werden zur Behandlung von Tumoren untersucht, da Hypoxie oftmals in den vergleichsweise schnell wachsenden Tumorzellen vorkommt. Daneben werden HIF zur Behandlung der Alzheimer-Krankheit untersucht, da sie durch Hypoxie gefördert wird.
Die Hypoxie in Wunden fördert die Migration von Keratinozyten und die Wiederherstellung des Epithels, weshalb HIF bei der Wundheilung untersucht werden. Die HIF-Aktivierung wird auch in Bezug auf Haarausfall untersucht.

## Geschichte
Hypoxie-induzierbare Faktoren wurden erstmals 1995 von Gregg L. Semenza und seinem Kollegen Guang Wang beschrieben. Im Jahr 2016 erhielten William Kaelin Jr., Peter J. Ratcliffe und Gregg L. Semenza den Lasker Award für ihre Arbeit bei der Entschlüsselung der Rolle des HIF-1 bei der Messung von Sauerstoff und seiner Rolle beim Überleben unter Sauerstoffmangel. Im Jahr 2019 erhielten sie den Nobelpreis für Physiologie oder Medizin.